# 不来梅 (肯塔基州)
不来梅（英語：Bremen），是美国肯塔基州穆倫貝爾格郡的一座城市。面积约为0.5平方公里（0.2平方英里）。根据2010年美国人口普查，该市的人口为197人。